# Group Decision Support System
Les GDSS (Group Decision Support System) sont des logiciels d'aide à la prise de décision collective. Ils permettent notamment de préparer en ligne des réunions, et d'éviter ainsi le gaspillage de temps qui caractérisent souvent les réunions d'équipe. Ce sont des systèmes qui tentent de structurer la prise de décision en groupe. Les GDSS diffèrent des technologies de collaboration assistée par ordinateur (CSCW), car les GDSS se concentrent davantage sur le soutien des tâches, tandis que les outils CSCW fournissent un soutien général à la communication.

La prise de décision est soumise à la contrainte de deux facteurs : la maximisation et la satisfaction. Une combinaison des deux peut être utilisée pour décrire la prise de décision en groupe (GDSS).  En choisissant parmi différentes décisions, les décideurs prennent en compte leurs préférences ou leurs souhaits, qui prennent la forme de fonctions objectives. Le GDSS est divisée en deux étapes : premièrement, la prise de décision, et deuxièmement, ils négocient afin de parvenir à une décision de compromis.

## Recherche
Le travail académique sur les systèmes d'aide à la décision de groupe a été largement mené dans les années 1980 et 1990 par l'Université du Minnesota (le système SAMM) et l'Université de l'Arizona (PLEXSYS, plus récemment renommé GroupSystems). Le logiciel de recherche de l'Arizona est devenu une filiale de Ventana Corporation (aujourd'hui connue sous le nom de GroupSystems Inc.). Des chercheurs de l'université de l'Arizona font état des bénéfices et des coûts de leur système de réunion électronique.
Les coûts, ou les pertes de processus, liés à l'utilisation de la GDSS (au lieu des techniques d'équipe plus traditionnelles) sont :
- Plus d'abstention de la part des participants,
- Encore une surcharge d'informations,
- Un retour d'information plus court,
- Des critiques plus nombreuses et plus sévères de la part des participants,
- Moins d'indices d'information
- Mauvaise utilisation de l'information.

Cependant, les chercheurs ont constaté que le GDSS par le biais de techniques de groupe traditionnelles limitait ou réduisait les processus de perte suivants:
- Moins de blocage de l'attention

- Moins de pression pour s'adapter

- Moins de partage du temps de parole

- Blocage de l'atténuation moindre

- Moins de socialisation

- Moins de domination individuelle

## Trois éléments principaux
Afin que les systèmes d'aide à la décision de groupe soient efficaces il faut 3 éléments essentiels. le premier est le matériel, cela comprend les machines électroniques comme les ordinateurs, l'équipement pour la mise en place du réseau et des logiciels. Dans cette catégorie, on peut rajouter les installations de conférence donc tout ce qui est bureaux, chaises pour participer à cette réunion.
Le deuxième élément est les outils de logiciels, ils vont permettre d'organiser les idées, recueillir des informations, établir des priorités, prendre des décisions et documenter le déroulement de la réunion. Ces outils sont la pour le bon déroulement de la réunion et d'orienter cette réunion vers les problèmes ou les objectifs de l'organisation  
Le troisième éléments sont les personnes qui vont participer à la réunion. Il peut y avoir des animateurs, un expert pour soutenir le matériel... Ils vont essayer que la réunion soit dans la bonne humeur et une bonne animation.

## Avantages et utilités
La facilité d'utilisation : il s'agit d'une interface interactive qui rend le travail avec le SMDSS simple et facile.
Meilleure prise de décision : il offre un cadre de salle de conférence et divers outils logiciels qui permettent aux utilisateurs situés à différents endroits de prendre des décisions en groupe, ce qui se traduit par de meilleures décisions.
Accent mis sur les décisions semi-structurées et non structurées : il fournit des informations importantes qui aident les cadres moyens et supérieurs à prendre des décisions semi-structurées et non structurées.
Soutien spécifique et général : L'animateur contrôle les différentes phases de la réunion du système d'aide à la décision de groupe (génération d'idées, discussion, vote et décompte des voix, etc.), ce qui est affiché sur l'écran central et le type de classement et de vote qui a lieu, etc. En outre, l'animateur fournit également un soutien général au groupe et l'aide à utiliser le système.
Prise en charge de toutes les phases de la prise de décision : il peut soutenir les quatre phases de la prise de décision, à savoir l'intelligence, la conception, le choix et la mise en œuvre.
Favorise un comportement de groupe positif : Dans une réunion de groupe, comme les participants peuvent partager leurs idées plus ouvertement sans craindre d'être critiqués, ils adoptent un comportement de groupe plus positif envers le sujet de la réunion.

## Systèmes
Parmi les logiciels commerciaux qui prennent en charge les pratiques de SMD sur Internet dans des déploiements synchrones et asynchrones, nous pouvons citer spliter.nl, facilitate.com, smart Speed Connect, ThinkTank et WIQ de ynSyte.
Il existe également une initiative visant à créer des logiciels libres capables de soutenir des processus de groupe similaires et, dans le domaine de l'éducation, cette catégorie de logiciels est appelée système d'aide à la discussion.